# Reuß-Lobenstein

Flagge des Fürstentums Reuß-Lobenstein

Reuß-Lobenstein ist der Name einer Herrschaft, späteren Grafschaft und schließlich eines Fürstentums des Fürstenhauses Reuß im Südosten des heutigen Freistaats Thüringen an der Grenze zu Sachsen und Bayern, mit der Haupt- und Residenzstadt Lobenstein als Mittelpunkt. Der Einfachheit halber werden auch die Herrscher dieses Territoriums, die Herren, Grafen und Fürsten Reuß zu Lobenstein aus dem Haus Reuß jüngerer Linie stellenweise so benannt.

## Die Herrschaft Lobenstein in der Zeit vor den Reußen

### Die Herrschaft der Vögte von Gera von 1278 bis 1550

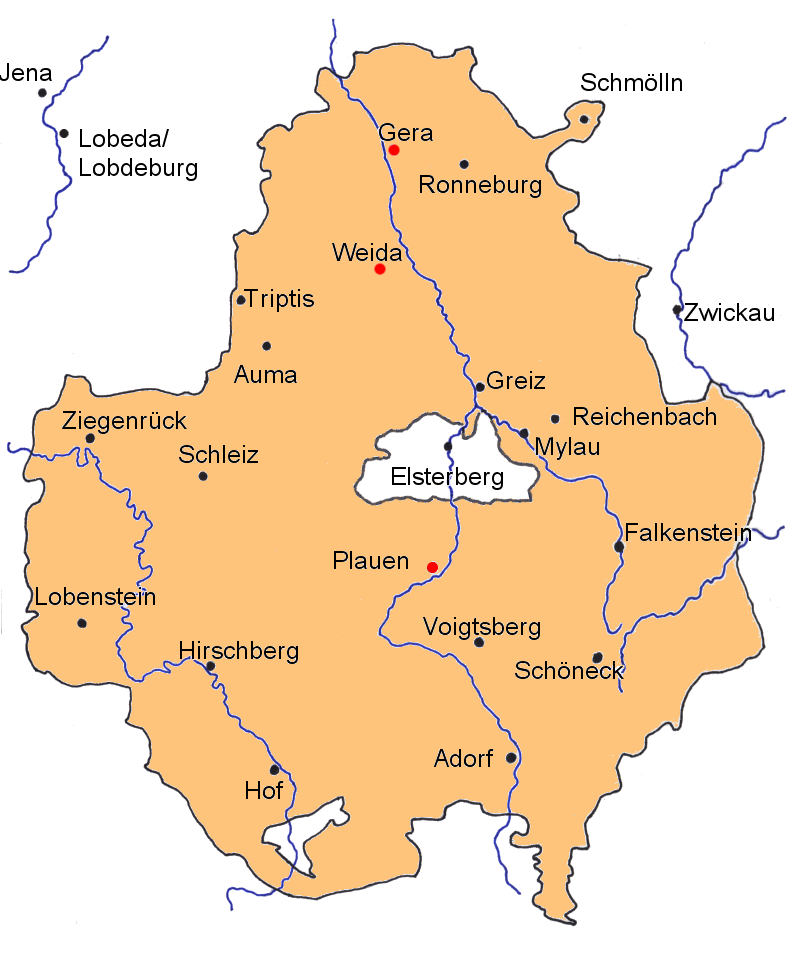
Herrschaftsgebiet der Vögte von Weida, Gera und Plauen um 1350

Bereits lange Zeit vor den Reußen war das Gebiet um Lobenstein im Besitz von ihren nahen Verwandten, deren Herrschaft seit 1278 nachgewiesen ist. Heinrich II., der Ältere, Vogt von Gera, erweiterte 1278 seinen Besitz um den der Herrschaft Lobenstein. Eine Stadtrechtsurkunde aus diesem Jahr bezeugt, dass Lobenstein damals bereits eine Stadt war und gilt als erste urkundliche Erwähnung. Der Sohn Heinrichs II., Heinrich IV., der Ältere, erwarb um 1314 die Herrschaft Schleiz mit der Pflege Saalburg und dem Schloss Burgk und rundete damit seinen Besitz weiter ab. Im Hause der Vögte von Gera, die wie ihre nächsten Verwandten, die Vögte von Plauen, von den Vögten von Weida abstammten, war es Brauch, seit ihrer Ernennung zu Vögten durch Kaiser Heinrich VI. alle männlichen Nachkommen ihm zu Ehren Heinrich zu nennen. Diese Tradition wurde durch das Haus Reuß übernommen. Die Ordnungszahlen haben bei allen Mitgliedern dieses großen Familienverbandes nur den Zweck der Unterscheidung und keine Bedeutung hinsichtlich der Erbfolge, wie sonst in Herrscherkreisen üblich.
Als Folge des Vogtländischen Krieges (1354 bis 1357) mussten die Geraer Vögte die Wettiner als Herren anerkennen. Als Lehnsträger der Krone Böhmen beziehungsweise des Hauses Wettin legten die Vögte von Gera ihren alten Titel ab und titulierten sich als Herren von Gera. Ein weiterer Machtverlust war bedingt durch das im Spätmittelalter übliche Erbrecht, das im Heiligen Römischen Reich zur Entstehung einer Vielzahl von kleineren und sehr kleinen Herrschaftsgebieten führte. Alle Söhne erbten nach des Vaters Tod den Besitz und regierten diesen oft gemeinsam. Wegen Meinungsverschiedenheiten und oft zur Sicherung des eigenen Machtanspruchs und der Versorgung der zahlreichen Nachkommen wurde der Besitz jedoch mehrfach geteilt. Diese Teilungen, die mit zahlreichen Verhandlungen und der Ausstellung von Urkunden über die neuen Besitzverhältnisse oft einige Jahre dauerten, wurden mit jedem Erlöschen eines Familienzweigs, manchmal nur durch den Tod eines einzigen Bruders hervorgerufen, wieder neu in Gang gesetzt. Dieses Prinzip, das sich über Jahrhunderte hinzog, war die Ursache für die deutsche Kleinstaaterei.
Eine Landesteilung in der Linie der Vögte von Gera 1425 blieb ohne weitere Folgen, da von den teilenden Brüdern nur einer, Heinrich IX., der Mittlere (* 1406; † 1482), Nachkommen hinterließ. Dieser hatte die Herrschaft Lobenstein erhalten, zu der auch Zeulenroda gehörte, das er 1438 mit dem Stadtrecht ausstattete. Nach dem Tod seines jüngeren Bruders erhielt er um 1452 als Erbe dessen durch den Sächsischen Bruderkrieg (1446 bis 1451) verwüstete Herrschaft mit der fast völlig zerstörten Stadt Gera sowie Schleiz. 1482 teilten die drei Söhne Heinrichs IX. das Herrschaftsgebiet erneut unter sich auf. Sein Enkel Heinrich XV., der Jüngere (* 1476; † 1550), vereinigte 1538 letztmals die Herrschaften in seiner Hand. Im Jahr 1543 führte er mit Unterstützung des sächsischen Kurfürsten Johann Friedrich I. die Reformation in der Herrschaft Lobenstein ein. Als er kinderlos starb, endete 1550 die Herrschaft der Vögte von Gera und die Herrschaft Lobenstein fiel an Heinrich IV. von Meißen, den nächsten Verwandten aus dem Geschlecht der Vögte von Plauen.

### Die kurze Herrschaft der Burggrafen von Meißen von 1550 bis 1572
Heinrich IV. Burggraf von Meißen aus dem Geschlecht der Vögte von Plauen kämpfte als Heerführer im Schmalkaldischen Krieg auf Seiten Kaiser Karls V. Seine nächsten Verwandten, die sich zur Unterscheidung von der älteren Linie der Vögte von Plauen den Namen Reuß von Plauen zugelegt hatten, kämpften wie ihre etwas entfernteren Verwandten, die Vögte von Gera, auf der Seite der protestantischen Landesfürsten und Städte unter Führung von Kursachsen und Hessen. Nach der entscheidenden Schlacht bei Mühlberg und dem Sieg der kaiserlichen Truppen erhielt Heinrich IV. 1547 aus dem Besitz des sächsischen Kurfürsten die vogtländischen Herrschaften, darunter die Städte Plauen und Oelsnitz. Ebenso erhielt er 1547 die Herrschaft Greiz der Reußen von Plauen sowie die Herrschaft Gera der Vögte von Gera. Mit deren Aussterben erbte er 1550 auch die Herrschaften Lobenstein und Schleiz mit Saalburg.
Bereits mit seinem jüngeren Sohn Heinrich VI. endete die Herrschaft seiner Linie über die gewonnenen Gebiete. Im Jahr 1562 hatten die Reußen, mit denen sie in der Person des Stifters der Vögte von Plauen einen gemeinsamen Vorfahren hatten, die Herrschaft Greiz zurückerhalten und die Herrschaft Gera noch dazubekommen. 1572 endete mit dem Tod Heinrichs VI. die ältere Linie der Vögte von Plauen. Die verbliebene jüngere Linie, die Reußen, erbten nun auch die Herrschaften Schleiz und Lobenstein, ohne jedoch vorerst in deren Besitz zu gelangen.

## Die Herrschaft Reuß-Lobenstein von 1572 bis 1673

### Die Anfänge
Heinrich VI., der letzte Burggraf von Meißen, hatte von seinem Vater nicht nur dessen weitreichende Besitzungen, sondern auch dessen enorme Schulden geerbt. Wegen völliger Zahlungsunfähigkeit musste das Vogtland an Kurfürst August von Sachsen verpfändet werden und ging schließlich nach Verstreichen der Pfändungsfrist ganz an diesen verloren. Die Herrschaft Lobenstein verpfändete er 1569 an Georg Vitzthum von Eckstädt für 60.000 Gulden wiederkäuflich für sechs Jahre. Den seit 1572 rechtmäßigen Erben, den Herren Reuß von Plauen, gelang es erst 1577 das Pfand von der Familie Vitzthum von Eckstädt wieder einzulösen.
Das Haus der Reußen hatte sich 1564 in einer großen Landesteilung in drei Linien gespalten, die ältere, mittlere und jüngere Linie. Jede dieser Linien erhielt einen gleichen Anteil an der Herrschaft Lobenstein, die von ihnen gemeinschaftlich verwaltet wurde. 1585 verkauften die Herren der älteren Linie für 41.712 Gulden und 1588 die der mittleren Linie für 35.660 Gulden ihre Anteile an die jüngere Linie, dessen einziger Vertreter Heinrich II. Posthumus somit neben der Herrschaft Reuß-Gera nun auch die gesamte Herrschaft Lobenstein besaß. Im Jahr 1616 starb die mittlere Linie des Hauses Reuß aus und Heinrich Posthumus erhielt als Erbe nun auch noch die Herrschaft Schleiz mit Saalburg. Heinrich Posthumus, der sich nicht nur um die Förderung der Wirtschaft und des Schulwesens verdient machte, legte um das Jahr 1608 fest, dass seine Hofhaltung zu Gera ganz allein aus den Einkünften dieser Herrschaft getragen werden sollte, die Einkünfte aus den übrigen Herrschaften jedoch zur Tilgung der Schulden verwendet werden sollten. Durch diese sparsame Haushaltspolitik gelang es ihm bis 1613 bereits 45.000 Gulden Schulden zu begleichen.

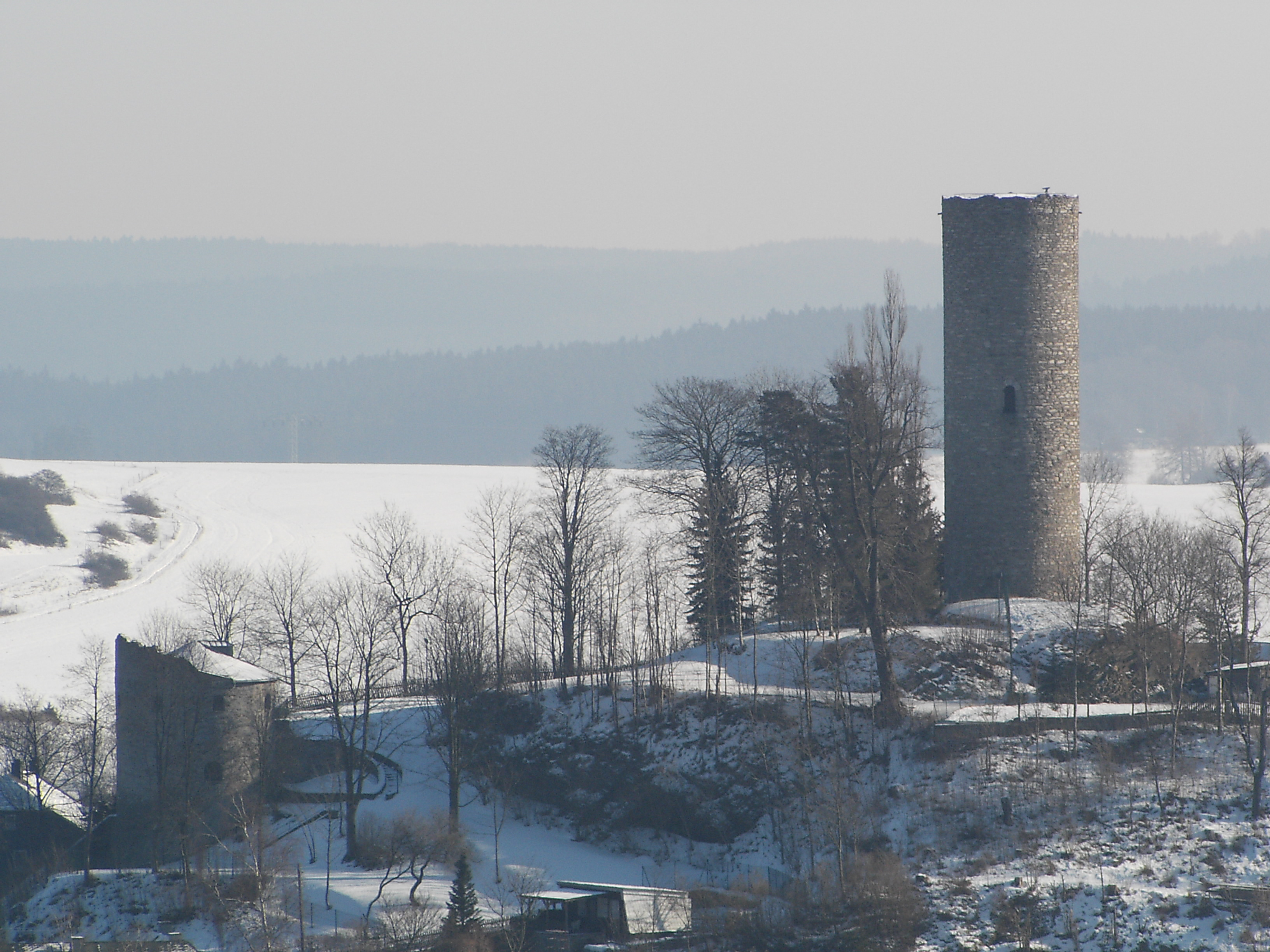
Der Alte und der kleine Turm im winterlichen Bad Lobenstein

1619 wurde auf sein Betreiben das Münzrecht, belegt durch kaiserliche Privilegien und Bestätigungsurkunden, durch das Münzprobationskonvent in Frankfurt (Oder) anerkannt und noch im selben Jahr ließ er in Saalfeld Goldgulden ausmünzen und im folgenden Jahr in der Burg Lobenstein und 1621 in Gera weitere Münzstätten anlegen.
Im Dreißigjährigen Krieg wurde das Land durch Plünderungen schwer verwüstet und auch von der Pest heimgesucht. Im Jahr 1632 wurde die Burg Lobenstein durch die Schweden und anschließend durch die Erstürmung der kaiserlichen Truppen zur Ruine. Nur der rund 30 Meter hohe Bergfried und ein kleinerer Wallturm sind erhalten geblieben.
Nach dem Tod des Heinrich Posthumus im Jahr 1635 blieben seine Söhne im gemeinschaftlichen Besitz der ererbten Herrschaften bis zum Jahr 1647. In diesem Jahr teilten die Nachkommen die Erbmasse. Die Herrschaft Lobenstein bekam der jüngste seiner Söhne, Heinrich X. (* 1621; † 1671). Er wurde der Stifter des Hauses Reuß-Lobenstein.

### Reuß-Lobenstein als eigenständige Herrschaft
Heinrich X. Reuß zu Lobenstein übernahm 1647 die Regierung in der ihm nun als Alleinregent gehörenden Herrschaft, blieb jedoch weiterhin in vielen Bereichen mit den anderen Ästen der jüngeren Linie zusammen, die in Gera, Schleiz und Saalburg residierten. So blieben das Konsistorium, die allgemeine Landes- und Heerfolge, die Landsteuerbewilligung, Zölle, Trank- und Bergzehnt, Klauensteuer und die Landesregierung zu Gera von der Landesteilung unberührt und weiterhin gemeinschaftlich.

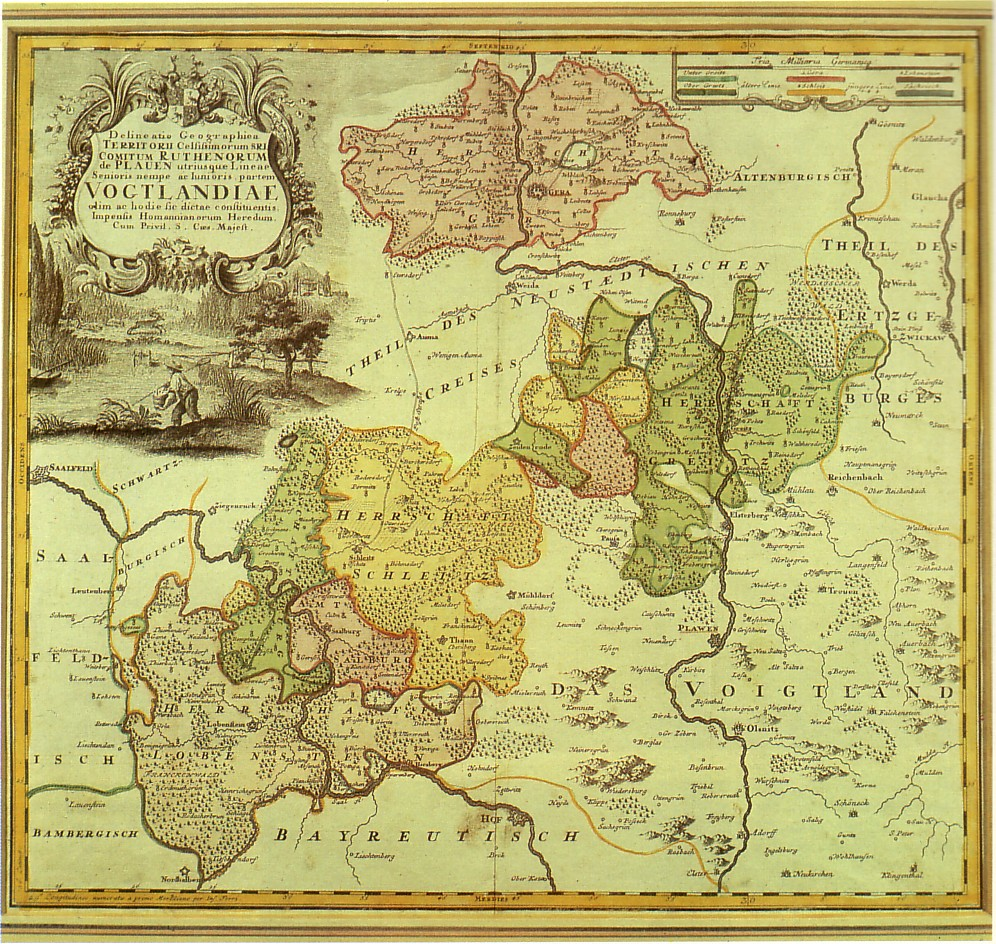
Die reußischen Territorien im 18. Jahrhundert
Grün: Reuß ältere Linie (Greiz, Burgk)
Rot: Reuß-Gera (mit Saalburg); Gelb: Reuß-Schleiz
Braun: Reuß-Lobenstein

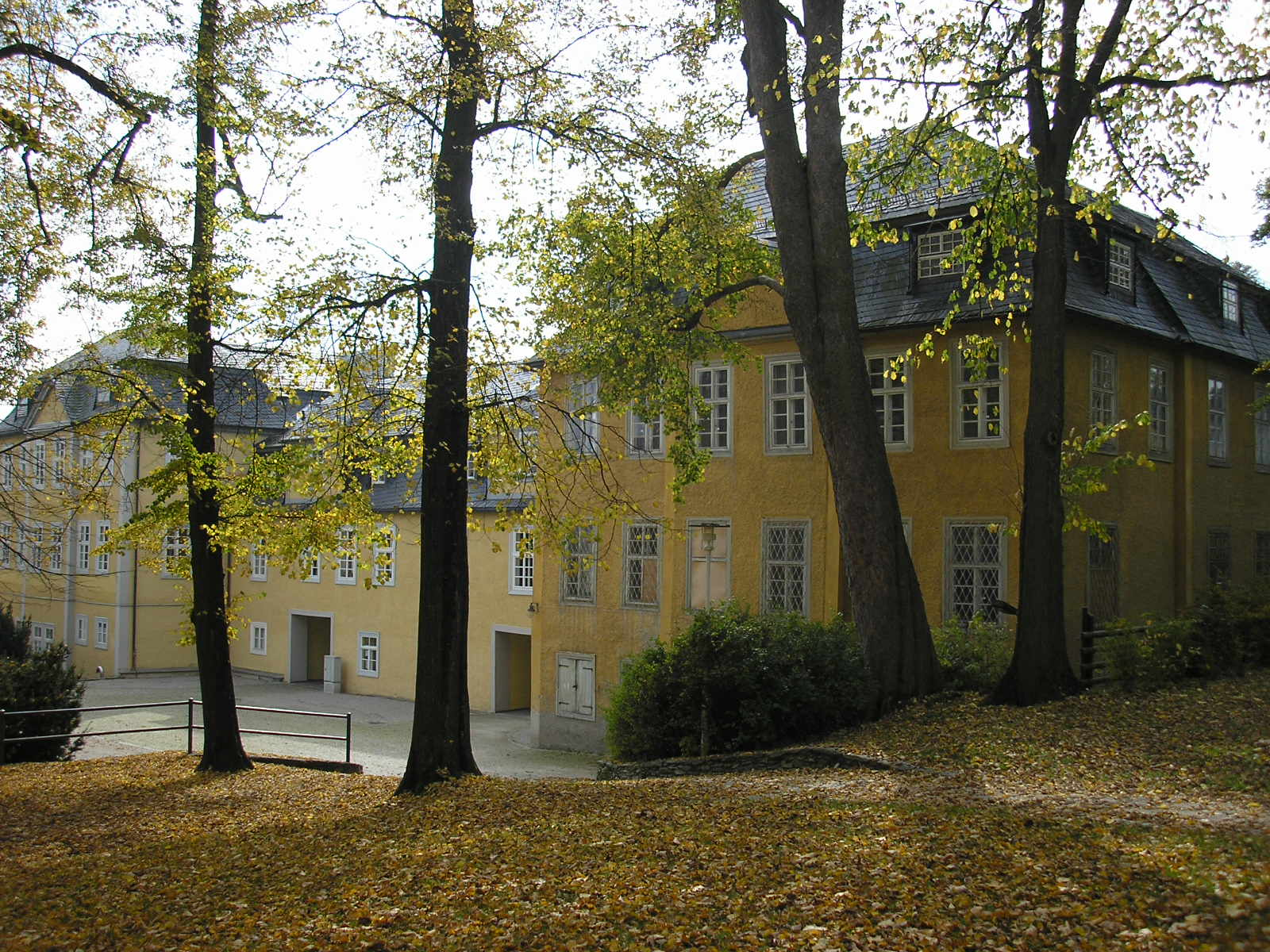
Gartenseite des Schlosses in Bad Lobenstein

Im Jahr 1664 kaufte Heinrich X. von der Familie von Beulwitz Schloss und Pflege Hirschberg. Nach seinem Tod 1671 behielten die vier Söhne den Besitz gemeinschaftlich. Zwei Jahre später waren es nur noch drei Erben, die am 26. August 1673 wie alle anderen Mitglieder des Gesamthauses Reuß in den Reichsgrafenstand erhoben wurden.

## Die Grafschaft Reuß-Lobenstein von 1673 bis 1790

Wappen aller fürstlichen Linien des Hauses Reuß jüngerer Linie

Im Jahr 1678 führten die drei gräflichen Brüder die letzte Landesteilung im Hause Reuß jüngerer Linie durch. 1690 wurde statt der gleichberechtigten Erbfolge das Erbrecht des Erstgeborenen, die Primogenitur, eingeführt.
Die Teilung der Grafschaft erfolgte in möglichst gleiche Teile, wobei der älteste Bruder Stadt und Schloss Lobenstein erhielt, der mittlere Stadt und Schloss Hirschberg als Residenz bezog, für den jüngsten Bruder aber keine Stadt mehr zur Verfügung stand, die man ihm hätte zuteilen können. Die „Hauptstadt“ seiner Grafschaft war das Dorf Ebersdorf und aus dem vorhandenen Rittergut wurde erst unter seiner Regie ein Schloss.
Graf Heinrich III. Reuß zu Lobenstein (* 1648; † 1710), der älteste der Brüder, hinterließ ebenfalls drei Söhne, von denen nun nur der älteste, Graf Heinrich XV. (* 1674; † 1739), die Nachfolge antrat. Sein Onkel, Graf Heinrich VIII. Reuß zu Hirschberg, war 1711 ohne Söhne verstorben und somit das Haus Reuß–Hirschberg erloschen. Mit seinem Ebersdorfer Cousin Heinrich XXIX. kam nun eine neuerliche Teilung zustande. Im Jahr 1712 bekam jeder der beiden die Hälfte der alten Gesamtherrschaft Lobenstein.
1714 wurde ein großer Teil der Stadt Lobenstein mit dem Residenzschloss, der Kirche und den meisten öffentlichen Gebäuden durch einen Stadtbrand vernichtet. Von 1714 bis 1718 wurde das Neue Schloss als Residenz erbaut. Bereits 1732 vernichtete ein erneuter Stadtbrand mit noch größerem Ausmaß die Kirche, Schule und weite Teile der Stadt. Das Schloss überstand den Brand mit leichten Beschädigungen.
Nachfolger Heinrichs XV. wurde sein einziger ihn überlebender Sohn Graf Heinrich II. Reuß zu Lobenstein (* 1702; † 1782). Dieser hatte nur einen Sohn, Graf Heinrich XXXV. Reuß zu Lobenstein (* 1738; † 1805). Am 11. Oktober 1790 wurde Heinrich XXXV. anlässlich der Kaiserkrönung in Frankfurt am Main durch Kaiser Leopold II. in den Reichsfürstenstand erhoben.

## Das Fürstentum Reuß-Lobenstein von 1790 bis 1824
Fürst Heinrich XXXV. war unverheiratet geblieben und somit fiel sein Besitz nach seinem Tod im Jahr 1805 an eine Lobensteiner Nebenlinie. Sein Nachfolger Graf Heinrich LIV. wurde am 5. Juli 1806 durch Kaiser Franz II. ebenfalls in den Reichsfürstenstand erhoben. Im Oktober gleichen Jahres nahm Kaiser Napoleon Bonaparte während des Feldzugs gegen Preußen vorübergehend im benachbarten Ebersdorfer Schloss Quartier. Der Durchzug der französischen Truppen durch das Fürstentum Reuß-Lobenstein brachte dem Land Plünderung und Verwüstung. Das neutrale Fürstentum blieb zwar von Kampfhandlungen verschont, doch fast 200.000 Soldaten zogen drei Tage und Nächte lang durch das Städtchen Lobenstein und verursachten enorme Schäden.
Fürst Heinrich LIV. trat 1807 mit seinem Land dem Rheinbund und 1815 dem Deutschen Bund bei. Der Fürst war trotz zweier Ehen kinderlos geblieben und mit seinem Tod endete 1824 die seit 1678 bestehende Teilung des Landes. Durch das Erlöschen des Hauses Reuß-Lobenstein kam das Gebiet an den Fürsten Heinrich LXXII. Reuß zu Ebersdorf, der es mit seinem Fürstentum zum Fürstentum Reuß-Lobenstein und Ebersdorf vereinigte.

## Das Fürstentum Reuß-Lobenstein und Ebersdorf von 1824 bis 1848
1824 war Fürst Heinrich LXXII. gerade 27 Jahre alt und galt als ein lebensfroher Junggeselle, dem jedoch auch sein exzentrisches und instinktloses Auftreten vorgeworfen wurde. Als er im Jahr 1826 erhöhte Abgaben forderte, widersetzten sich einige Bauern und der Fürst ließ zwangsweise pfänden. Aus mehreren Dörfern zogen Bauern nach Harra, um hier die Pfändung zu verhindern. Es kam zu einem Handgemenge (Harraer Schlacht), bei dem mehr als zehn Bauern erschossen wurden. Bürgerliche Zeitungen waren entsetzt und beim Bundestag wurde die Untersuchung des Falles und die Bestrafung des Fürsten gefordert.

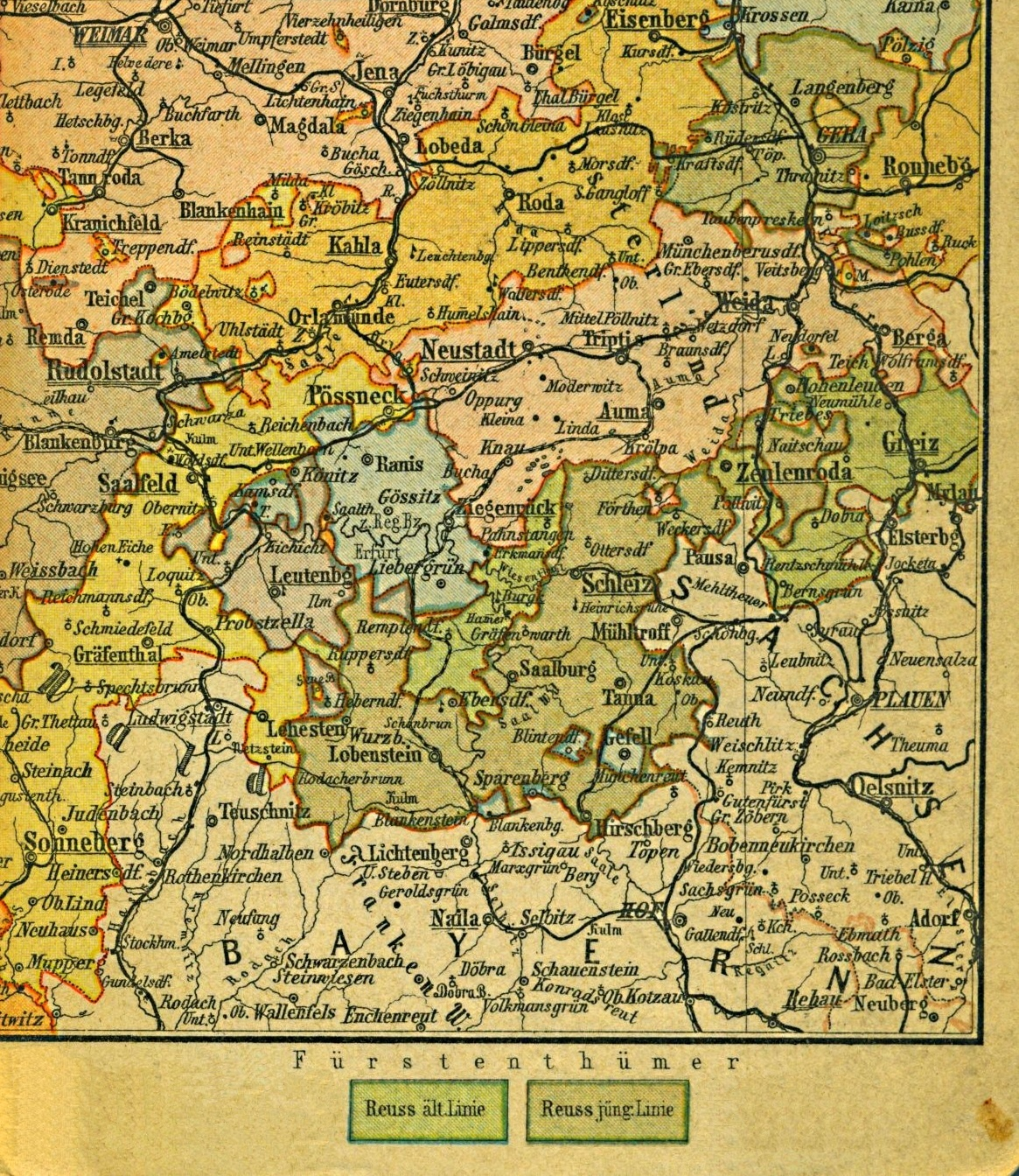
Fürstentümer Reuß seit 1848 (Karte von 1894)

Noch größeres Aufsehen erregte 1843 der Aufenthalt der Tänzerin Lola Montez, die einer Einladung des Fürsten nach Ebersdorf gefolgt war. Launenhaft und arrogant, benahm sie sich einige Wochen so unmöglich, dass der Fürst sie ausweisen musste. Auf die Aufforderung, das Land binnen 24 Stunden zu verlassen, soll die kecke Lola geantwortet haben, dass sie bei der Größe des Fürstentums dafür nur zehn Minuten benötige. Ob sie es in der von ihr angegebenen Zeit geschafft hat, ist zu vermuten, mit 7,75 Quadratmeilen und 23.000 Einwohnern gehörte das Fürstentum zu den kleinsten deutschen Bundesstaaten. Fakt ist, dass Lola Montez danach ebenfalls aus Berlin, Warschau und Baden-Baden ausgewiesen wurde, und schließlich 1846 in München landete. Dort wurde sie die Maitresse König Ludwigs I., der ihretwegen in der Revolution von 1848 den Thron räumen musste.

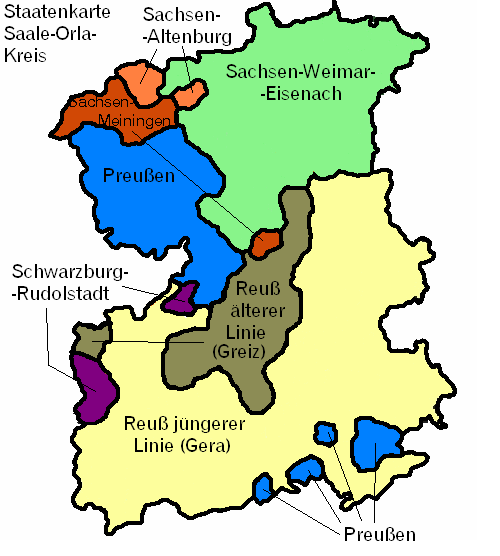
Lage im heutigen Saale-Orla-Kreis; (westlicher gelber Bereich der bis 1922 bestehenden Staatenaufteilung)

Auch im Fürstentum Reuß-Lobenstein und Ebersdorf, besonders in Hirschberg und in der Hauptstadt Lobenstein, kam es im gleichen Jahr zu Unruhen. Das Volk verlangte Pressefreiheit, Volksvertretung und unabhängige Rechtsprechung. Im Verlaufe der Unruhen im Revolutionsjahr 1848 zogen zirka 400 Personen nach Ebersdorf, um dem Landesfürsten Forderungen zu überreichen. Heinrich LXXII. machte zwar einige Zugeständnisse, dankte aber überraschend am 1. Oktober 1848 zugunsten des Fürsten Heinrich LXII. Reuß zu Schleiz ab. Er zog sich auf die von der Mutter geerbten Familiengüter in Sachsen zurück und starb fünf Jahre später unverheiratet.
Fürst Heinrich LXII. Reuß zu Schleiz vereinigte nun nach 200 Jahren Teilung alle Fürstentümer der jüngeren Linie des Hauses Reuß in seiner Hand. Die Fürstentümer Reuß-Schleiz, Reuß-Gera und Reuß-Lobenstein und Ebersdorf gingen nun im Fürstentum Reuß jüngerer Linie auf, mit Gera als Landeshauptstadt.

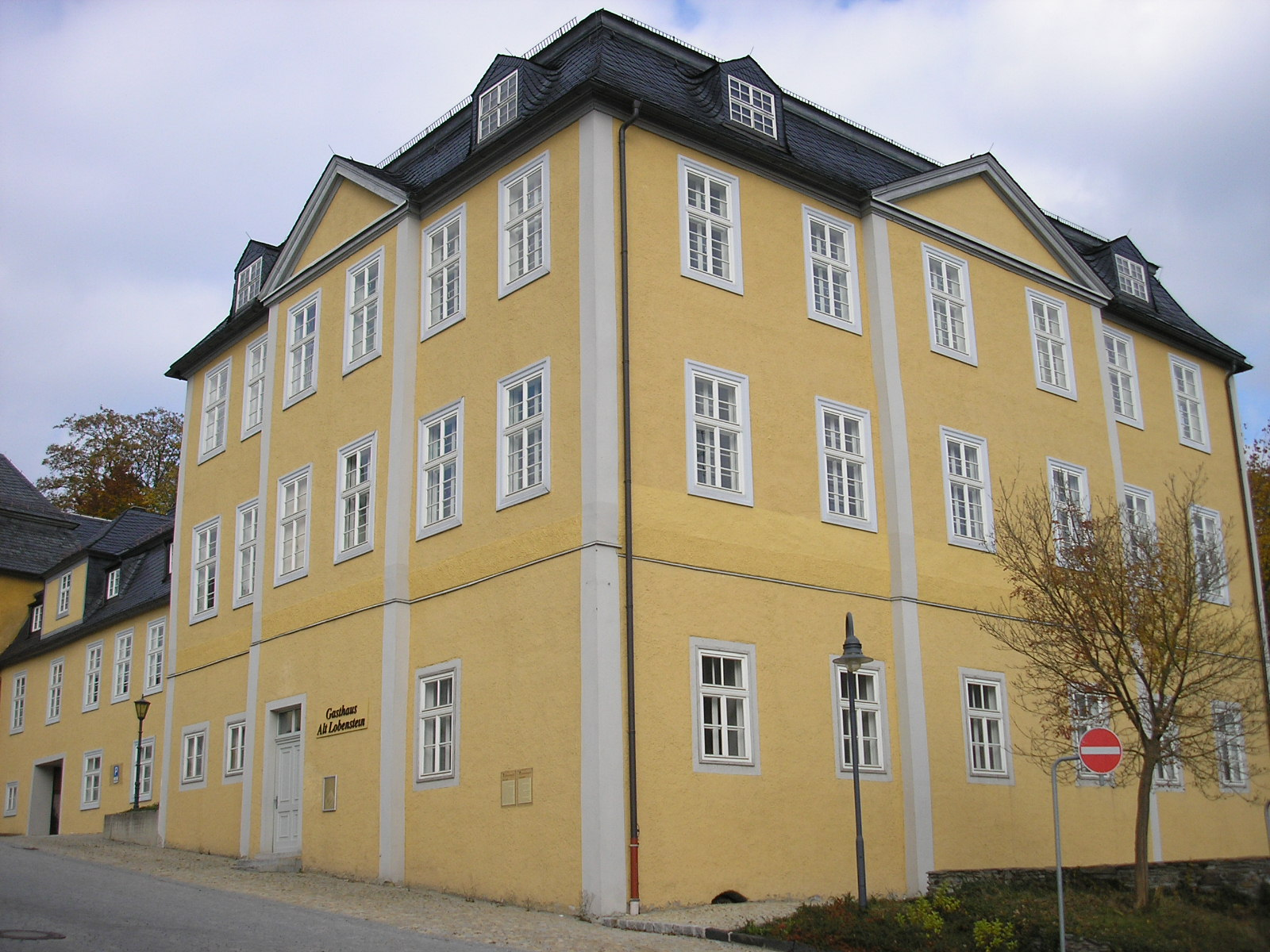
Schloss Lobenstein
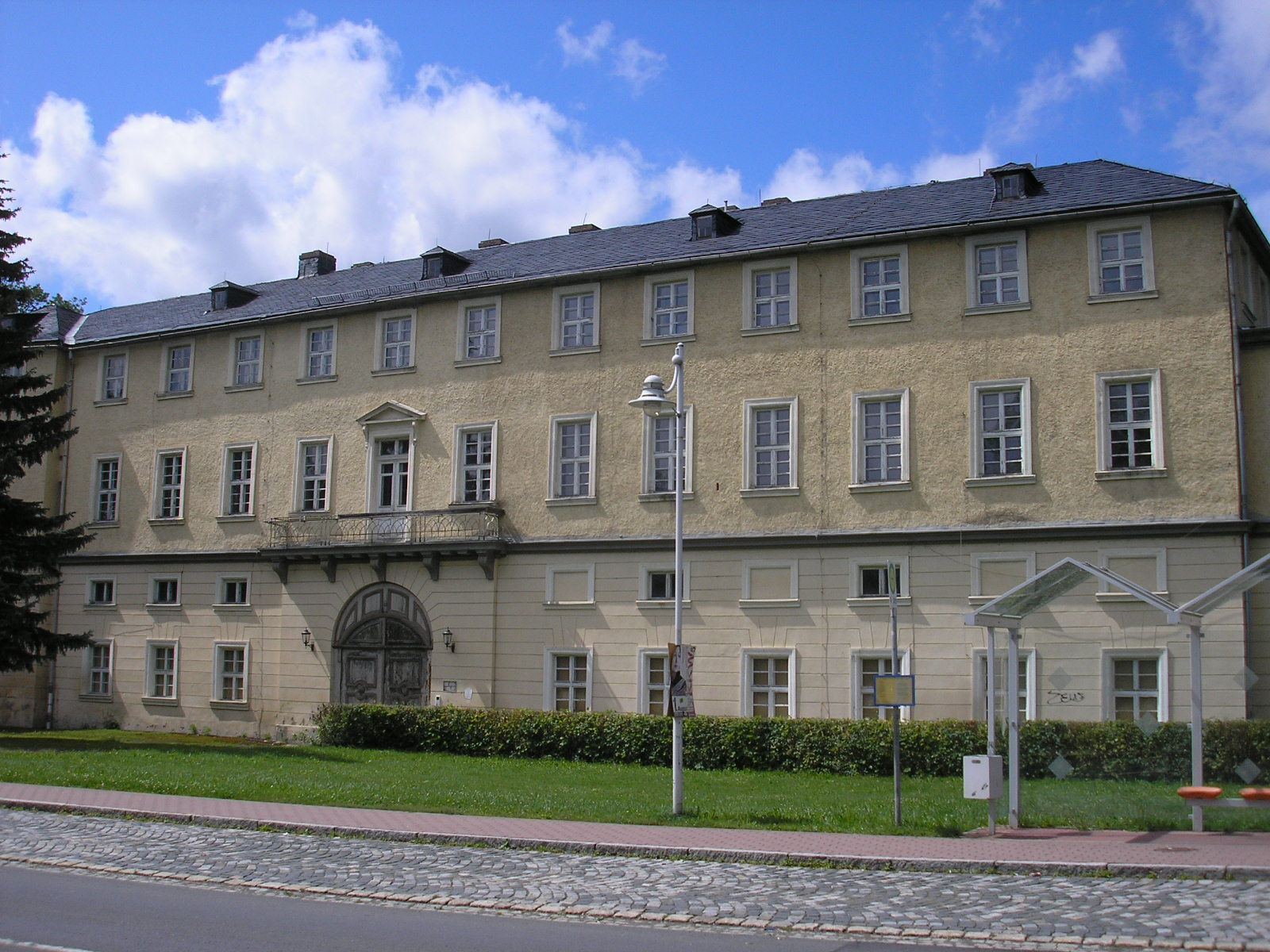
Schloss Ebersdorf
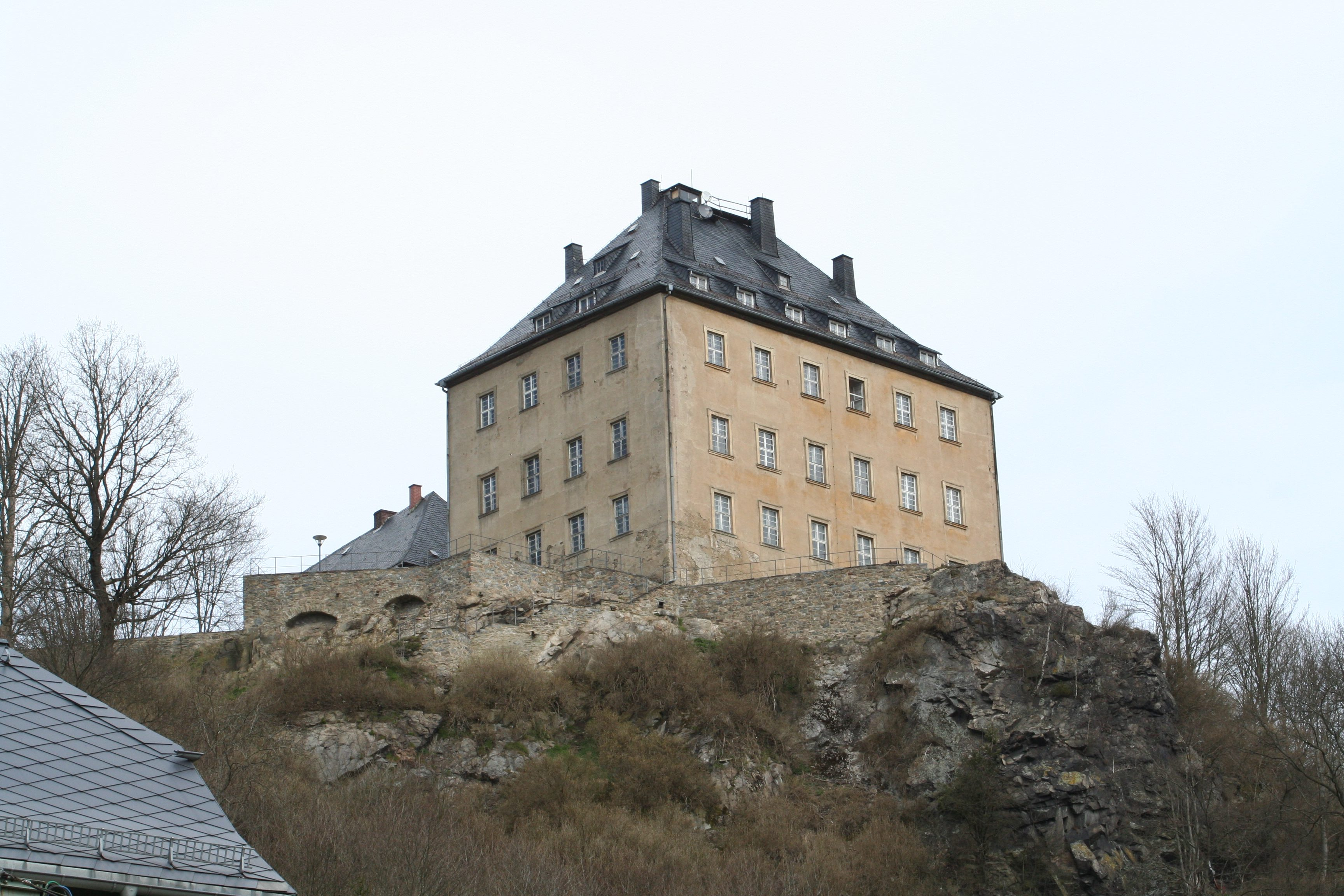
Schloss Hirschberg

## Übersicht der Regenten

### Herren Reuß zu Lobenstein
- Heinrich X. (1647–1671) (* 1621; † 1671)
- Heinrich III. (1671–1673) (* 1648; † 1710)
- Heinrich V. (1671–1672) (* 1650; † 1672)
- Heinrich VIII. (1671–1673) (* 1652; † 1711)
- Heinrich X. (1671–1673) (* 1662; † 1711)

### Grafen Reuß zu Lobenstein
- Heinrich III. (1673–1710) (* 1648; † 1710)
- Heinrich VIII. (1673–1678) (* 1652; † 1711), seit 1678 Graf Reuß zu Hirschberg
- Heinrich X. (1673–1678) (* 1662; † 1711), seit 1678 Graf Reuß zu Ebersdorf
- Heinrich XV. (1710–1739) (* 1674; † 1739)
- Heinrich II. (1739–1782) (* 1702; † 1782)
- Heinrich XXXV. (1782–1790) (* 1738; † 1805)
- Heinrich LIV. (1805–1806) (* 1767; † 1824)

### Fürsten Reuß zu Lobenstein
- Heinrich XXXV. (1790–1805) (* 1738; † 1805)
- Heinrich LIV. (1806–1824) (* 1767; † 1824)

### Fürst Reuß zu Lobenstein und Ebersdorf
- Heinrich LXXII. (1824–1848) (* 1797; † 1853), seit 1822 Fürst Reuß zu Ebersdorf